# Louis Bard
Jean Louis Marius Bard, né le 10 mai 1857 à Mens (Isère) et mort à 21 février 1930 à Paris, est un médecin français, professeur des facultés de médecine de Lyon, de Genève puis de Strasbourg, membre de l'Académie Nationale de médecine, anatomo-pathologiste et clinicien spécialiste des affections cardiologiques et respiratoires.

## Aperçu biographique
Il naît dans une famille protestante, fils de Germain Bard négociant et conseiller municipal de Mens. Dès l'âge de 16 ans, il est inscrit à la Faculté de médecine de Lyon. En 1877, il est reçu docteur en médecine et préparateur au cours d'histologie du Pr Renaut. Il est nommé médecin des hôpitaux de Lyon en 1882, agrégé en 1883 et chef de travaux d'anatomie pathologique de 1883 à 1895, sous la direction du Pr Tripier.
En 1895, il est professeur à la chaire d'hygiène puis détaché à Genève tenant un poste de professeur de médecine clinique à partir de 1900.
Après la Grande Guerre, pendant laquelle trois de ses fils sont morts pour la France, il est appelé par Georges Weiss en 1921 à Strasbourg; il réunit la première équipe de la clinique médicale A. Il rejoint Lyon en 1923 et prend sa retraite en 1927.

## Distinctions
- Officier de la Légion d'honneur (1920)

## Travaux scientifiques
«  Ses travaux le classent au premier rang des artisans des progrès médicaux des dernières années du XIXe siècle et du premier tiers du XXe. Ses écrits ont été rédigés en une langue limpide et ses conférences prononcées avec élégance. Il avait enfin un caractère d'une rare fermeté. La perte de ses trois premiers fils, morts pour la France pendant la guerre 1914-1918, n'a pas entamé son enthousiasme pour son enseignement ni sa passion pour la recherche.

Il a abordé de nombreux problèmes touchant la médecine interne. Je citerai, entre autres ses travaux sur la théorie cellulaire, dans lesquels il a milité pour la spécificité cellulaire chez l'adulte, proposant l'adage suivant: "Omnis cellula e cellula ejusdem naturae" et montrant qu'il y a autant de tumeurs différentes que de variétés cellulaires; ses études sur la tuberculose pulmonaire et ses différentes formes anatomo-cliniques; ses travaux de cardiologie avec la description du "choc en dôme" dans l'insuffisance aortique; en 1888, les signes cliniques du cancer du corps du pancréas, précisés avec son interne Adrien Pic, connus sous la dénomination de syndrome de Bard et Pic; ses recherches neurologiques, concernant les vertiges, le mécanisme d'action de la "poussière otolithique" et le nystagmus, etc. Il avait comme chargé de cours Alfred Hanns (1882-1966) et Paul Blum (1878-1933). »

## Éponymie
- Choc en dôme de Bard : choc apexien du cœur abaissée et déviée à gauche, dans l'insuffisance cardiaque.
- Syndrome de Bard et Pic[3],[4](ou syndrome de malignité pancréatique): association d'un ictère chronique par dilatation des voies biliaires (avec une vésicule biliaire distendue) et d'un amaigrissement progressif caractéristiques d'une tumeur maligne du pancréas.
- Syndrome de Bard[5] : métastases pulmonaires du cancer de l'estomac.
- Signe de Bard[6] : signe différenciant le nystagmus acquis du nystagmus congénital.
- Loi de Bard[réf. souhaitée]
- Théorie de Bard[réf. souhaitée]
- Cyanose tardive de Bard et Curtille[réf. souhaitée]
- Bistouri de Bard-Parker[réf. souhaitée]

## Œuvres et publications

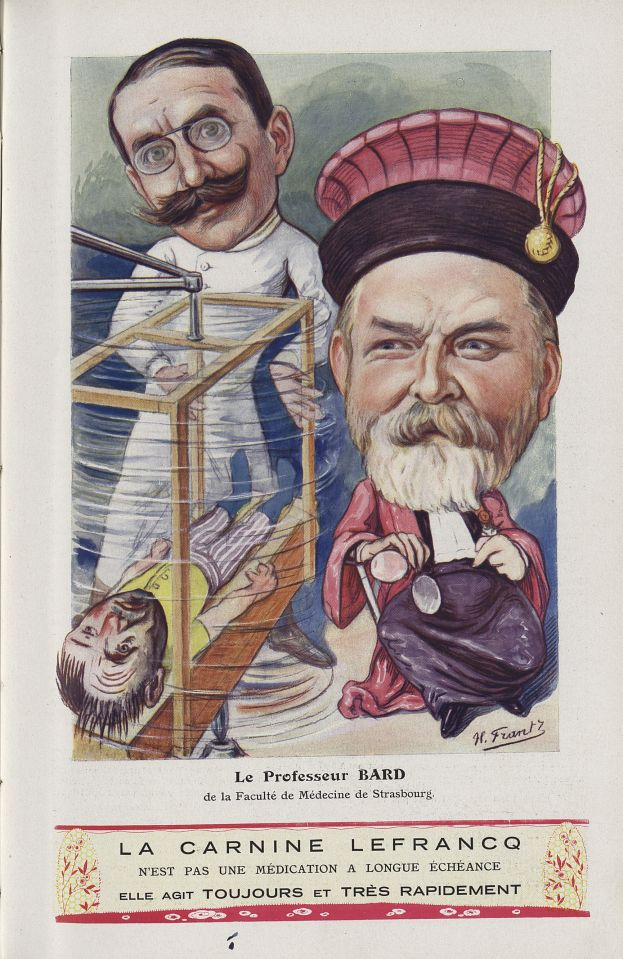
« Le Professeur Bard de la Faculté de médecine de Strasbourg »
caricature par H. Frantz in : Chanteclair, 1924.
Coll. Bibliothèque interuniversitaire de Santé.

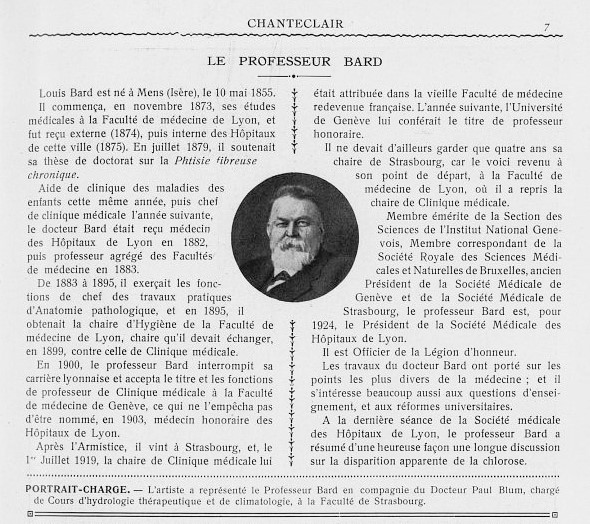
« Le Professeur Bard »
in : Chanteclair, 1924.
Coll. Bibliothèque interuniversitaire de Santé.

- De la Phtisie fibreuse chronique, ses rapports avec l'emphysème pulmonaire et la dilatation du cœur droit,  J.-B. Baillière (Paris), 1879, In-8°, lire en ligne sur Gallica.
- Exposé des titres et travaux scientifiques du Dr L. Bard, Lyon, Association typographique, 1895, Texte intégral.
- Précis d'anatomie pathologique, G. Masson (Paris), 1899, In-16, XII-804 p., lire en ligne sur Gallica.
- La spécificité cellulaire : ses conséquences en biologie générale, [Paris] , [Carré & Naud] -- [1899], impr. de C. Hérissey, 1 vol. (100 p.) ; 21 cm.
- Formes cliniques de la tuberculose pulmonaire : classification et description sommaire, Genève , Kündig, 1901, 112 p.
- Du rôle des contractions latentes dans la séméiologie cardiaque, Lyon , Imprimerie A. Rey, 1909, 1 vol. (7 p.) ; In-4°.
- Index bibliographique des publications du docteur L. Bard, professeur de clinique médicale à la Faculté de médecine de l'Université de Lyon, en délégation à l'Université de Strasbourg, professeur honoraire de l'Université de Genève, associé national de l'Académie de médecine, Strasbourg , Impr. alsacienne, 1922.
- « Du rôle physiologique et des procédés d'exploration des canaux semi-circulaires  »[7], in: Revue de médecine, 1923, p. 27.
- Les Formes cliniques de la tuberculose pulmonaire, Paris , Maloine, 1927, 1 vol. (95 p.) ; 19 cm.
- L'Emphysème : diagnostic et traitement, Paris , Doin, 1930, 60 p., [2] f. de pl. : ill.

En collaboration
- avec Paul Charmeil: De la Gangrène pulmonaire, sa spécialité et sa contagion,[Extrait du Lyon médical], Lyon , Typ. F. Plon, 1886, 1 vol. (28 p.) ; In-8.
- avec Adrien Pic: « Contribution à l'étude clinique et anatomo-pathologique du cancer primitif du pancréas », in: Revue de médecine (Paris), 1888,vol. 8, p. 257-82 Texte intégral.
- avec Étienne Rollet (1862-1937): Inspection régionale de l'hygiène publique. Circonscription de la Faculté de médecine de Lyon. Service des épidémies. Instructions concernant la prophylaxie de la diphtérie, Association typographique (Lyon), 1889, 16 p. ; in-8, lire en ligne sur Gallica.
- avec Gaston Humbert (1845-1918) et Henry Mallet (1874-1918), Précis des examens de laboratoire employés en clinique, Masson (Paris) 1908, 1 vol. (XX-627 p.) : fig. en noir et en coul. ; in-8, lire en ligne sur Gallica, [éditions de 1911 (2e édition revue et augmentée) lire en ligne sur Gallica et 3e édition revue et augmentée, avec 162 figures, 1918 lire en ligne sur Gallica].